# Bogdanów (województwo wielkopolskie)
Bogdanów – wieś w Polsce położona w województwie wielkopolskim, w powiecie kaliskim, w gminie Koźminek.
Pod koniec XIX wieku Bogdanów był folwarkiem, który jednak został rozparcelowany przed 1939 rokiem. W latach 1975–1998 miejscowość administracyjnie należała do województwa kaliskiego.